# Like a Bullet
Like a Bullet to drugi singel Stefanie Heinzmann z jej debiutanckiego albumu Masterplan.

## Lista utworów
CD-Maxi Singel
(wydany 18 kwietnia 2008)
1. Like A Bullet (Album Version) - 2:28
2. Like A Bullet (Instrumental) - 2:29
3. Superstition - 3:27
4. I Wrote The Book - 3:31

Extra: Videodokument - The Masterplan

## Pozycje na listach
| Notowanie (2008)        | Najwyższa pozycja |
| ----------------------- | ----------------- |
| Germany Singles Top 100 | 39                |
| Swiss Singles Top 100   | 27                |
| Austria Singles Top 75  | 53                |